# Pierre Dukan
 (juillet 2013).
Améliorez-le ou discutez des points à vérifier. 
 (juillet 2013).
Si vous disposez d'ouvrages ou d'articles de référence ou si vous connaissez des sites web de qualité traitant du thème abordé ici, merci de compléter l'article en donnant les références utiles à sa vérifiabilité et en les liant à la section « Notes et références ».
Pierre Dukan, né le 8 juillet 1941[réf. nécessaire] à Alger (Algérie), est un ancien nutritionniste français, radié de l'Ordre des Médecins depuis 2013 pour avoir fait la promotion de son régime amaigrissant à des fins commerciales, et avoir proposé d'instaurer une option au baccalauréat destinée à lutter contre l'obésité, intervenant régulièrement dans les médias et sur Internet, notamment dans le site de coaching traduit en plusieurs langues, mais aussi en tribune au Huffington Post ou en collaborations avec des sites internet féminins, médicaux ou senior (aufeminin.com, SeniorPlanet, Doctissimo, etc.). Il est le créateur du régime Dukan et le président du conseil de surveillance du groupe Dukan.

## Biographie

### Débuts
Né dans une famille juive d'Algérie, il est diplômé de médecine à l'université de Toulouse. Il s'inscrit en spécialité de  neurologie et médecine physique à l'hopital de Garches et, pour gagner sa vie, crée un cabinet de médecine générale, rue Nicolas-Charlet près de la gare de Paris-Montparnasse (Paris).
C'est au cours d'une consultation en 1967 qu'un patient lui demande des conseils pour perdre du poids : « prescrivez moi le régime que vous voulez, mais sans enlever la viande. » Pierre Dukan lui conseille alors de manger de la viande la moins grasse possible et de boire beaucoup d'eau. En cinq jours, son patient perd cinq kilos, les premières bases du régime sont alors fixées.
Pierre Dukan va alors se passionner pour la nutrition et la lutte contre l'obésité. Il suit une spécialisation en nutrition en 1970 à l'hôpital Saint-Louis. Il ouvre alors un cabinet rue Bayard.
En 1978, il publie son premier livre Maigrir : l'arme absolue, aux Editions Pierre Belfond qui est vendu à 120 000 exemplaires. Sa méthode devient populaire à la suite de son ouvrage Je ne sais pas maigrir, en 2000, aidé notamment par le développement d'Internet qui voit se multiplier les discussions au sujet de son régime sur des forums.
Il est l’auteur de 19 ouvrages traduits en plusieurs langues. Axée sur la recherche d’un poids d’équilibre, sa méthode comprend 4 phases (deux pour mincir et deux pour stabiliser le poids obtenu). Elle repose sur la consommation à volonté de 100 aliments naturels et sur l’alternance entre consommation de protéines pures et protéines/légumes. Elle s’adresse principalement aux personnes ayant plus de 7 à 8 kilos à perdre.
Marié, il est père de deux enfants.

### Combat contre le surpoids
Pierre Dukan considère le surpoids comme un des plus grands fléaux sanitaires actuels. Il crée l'association Riposte, Réaction Internationale de Prévention Obésité Surpoids Toutes Expertises, dont il est président.
Dans Le Huffington Post, il dénonce le rejet des régimes comme un effet de mode grave et dangereux pour les personnes en surpoids important, avec des risques de pathologies. Les régimes amaigrissants ont notamment été critiqués en 2010 par un rapport de l'Agence nationale pour la sécurité alimentaire qui conclut par le fait que faire un régime n'est pas anodin et doit se faire sous contrôle de son médecin.
En 2011, le régime Dukan est popularisé aux États-Unis grâce au livre The Dukan Diet, classé alors en tête du palmarès du New York Times. Parmi les personnalités qui suivent son régime, on compte Johnny Hallyday, Gisèle Bündchen, Jennifer Lopez, Jean-Luc Mélenchon, Penelope Cruz, la famille Middleton dont Kate Middleton et sa mère, François Hollande ou encore le mannequin Malika Ménard.
En mars 2013, le docteur Alvaro Campillo Soto, médecin expert en matière de surpoids, publie Toute la Vérité sur le régime Dukan, aux éditions J’ai Lu. L'auteur réfute à travers 50 questions-réponses les arguments allégués par les adversaires du régime Dukan, qu'il examine d'un point de vue scientifique. Il aborde les risques, les atouts et les conséquences de cette méthode diététique.

### Radiation
Le 19 avril 2012, à sa demande, il est retiré du tableau de l'Ordre des médecins. Il le justifie par sa retraite et son souhait d'avoir les mains libres pour pouvoir s'exprimer mais aussi travailler dans l'entreprise qui développe des produits dérivés pour sa méthode. Il porte plainte contre la présidente du conseil national de l'ordre des médecins qui lui reproche par médias interposés d'avoir une activité industrielle incompatible avec sa qualité de médecin. Trois ans plus tard, le conseil de l'ordre confirme sa radiation en date du 24 janvier 2014. Il continue à faire la promotion de méthodes pour perdre du poids sur les réseaux sociaux, notamment TikTok où il cumulait plusieurs centaines de milliers d'abonnés en 2025. Il se décrit dans ses interventions publiques comme un « médecin nutritionniste » ou un « docteur » malgré sa radiation, ce qui conduit le Conseil National de l'Ordre des Médecins à porter plainte à son encontre pour « exercice illégal de la médecine » en 2023. 

## Volet judiciaire

### Affaire dite «du Médiator»
En date du mardi 26 juillet 2011, le docteur Pierre Dukan, inventeur du régime du même nom, a été assigné devant le tribunal de Toulon dans le cadre de l'affaire dite « du Mediator ». Le nutritionniste, qui n'était pas présent à l'audience, aurait refusé de communiquer son dossier médical à une de ses patientes à laquelle il prescrivait le traitement comme coupe-faim et qui a développé une valvulopathie modérée.
Pierre Dukan se défend en indiquant qu'il a simplement tardé à communiquer ce dossier. Il insiste pour indiquer qu'en prescrivant du Médiator, il suivait la stratégie de la plupart des médecins français utilisant un produit très ancien et pour lequel le laboratoire Servier n'avait jamais exprimé la moindre réserve sur la toxicité potentielle. Il a prescrit du Mediator pour faciliter la perte de poids à une personne en bonne santé et qui a développé, comme un très grand nombre de français, une valvulopathie aortique modérée ne l'empêchant pas de pratiquer quotidiennement son sport.
Le 3 juillet 2013, la chambre disciplinaire de l'Ordre des médecins d'Île-de-France a prononcé à l'encontre du Dr Pierre Dukan une interdiction d'exercer la médecine pendant huit jours et l'a condamné à verser à une patiente la somme de 6 000 euros pour « manquements aux règles déontologiques ».

### Affaire dite «régime Dukan»
En date du 25 mars 2012, l'Ordre des Médecins a déposé deux plaintes contre Pierre Dukan.
L'une émane de l'ordre départemental du lieu où exerce le médecin, l'autre plainte émanant de l'ordre national.
Plusieurs rappels à l'ordre avaient déjà été signifiés au médecin, et notamment un courrier du début de l'année 2011 selon lequel l'Ordre des Médecins rappelait qu'« un médecin doit faire attention aux répercussions de ses propos auprès du public » et ajoutait qu'il était nécessaire de « se garder à cette occasion de toute attitude publicitaire soit personnelle, soit en faveur des organismes où il exerce ou auxquels il prête son concours. »

### Site Internet
Il avait lancé dans les années 2000 un site de coaching minceur, Régime Coach, société dans laquelle l'homme d'affaires Marc Simoncini achète 20 % des parts. En 2010, le groupe affiche 18 millions d’euros de chiffre d'affaires qui fait la joie des investisseurs. Mais des frictions surgissent quand la société s'étend à l'international. Marc Simoncini ayant signé son contrat sans avoir lu qu'il ne couvrait que le territoire français et qu'il ne portait pas sur la production de plats cuisinés. En avril 2014, Marc Simoncini porte plainte pour abus de bien social et présentation de comptes infidèles mais la double enquête déclenchée par sa plainte se solde par un non-lieu. En juillet 2015, Pierre Dukan attaque Marc Simoncini pour dénonciation calomnieuse.La société a depuis fait faillite.

### Procédure abusive contre Jean-Michel Cohen
Le Docteur Dukan a porté plainte en diffamation contre le nutritionniste Jean-Michel Cohen, qui a affirmé dans une interview en 2010 que le régime Dukan est « une véritable déstructuration alimentaire » et qu'il pouvait causer « de graves problèmes de santé chez certains patients, comme une hausse de cholestérol, des problèmes cardiovasculaires ou des cancers du sein ». Pierre Dukan a perdu son procès et a été condamné à 3 000 € d'amende pour procédure abusive.

## Polémique
En 2012, le médecin a été pris dans une tourmente, à la suite de sa proposition dans sa lettre ouverte au futur président de la République, il suggère d'instaurer une option « Poids d'équilibre » au baccalauréat, où les étudiants gagneraient des points en restant dans une fourchette de poids normal entre la première et la terminale.
Pierre Dukan n'aurait ainsi pas tenu compte des répercussions sur les jeunes déjà en surpoids ou à tendance anorexique. Le Conseil national de l'ordre avait alors tenu à l'encontre du médecin un discours de mise en garde. Pierre Dukan s’est, depuis, expliqué pour ces propos, notamment dans une émission de Maitena Biraben diffusée sur Canal+. Pour lui « 16 % des adolescents entre dans le surpoids au cours des deux années de première et de terminale. et que la prise de poids au cours de l'adolescence est très souvent définitive. ». La mise en garde adressée au Docteur Dukan a été déclenchée par la plainte du Docteur Apfeldorfer, un autre nutritionniste et concurrent en termes d'édition et de coaching en ligne. Lors de son délibéré du 25 octobre 2013, le Conseil de l'Ordre a précisé que l'un des deux motifs de la demande de radiation du médecin était justement sa prise de position lors de cette polémique.

## Publications
- Maigrir, l'arme absolue, Belfond, 1978
- L'après maigrir, Belfond, 1985
- Je ne sais pas maigrir, Flammarion, 2002
- Les hommes préfèrent les rondes, Le Cherche midi, 2003
- Mon secret minceur et santé, J'ai lu, septembre 2009
- La Pâtisserie Dukan, J'ai lu, septembre avril 2010
- Les Recettes Dukan, J'ai lu, avril 2010
- La Méthode Dukan illustrée, Flammarion, avril 2010
- Je ne sais pas maigrir, J'ai lu, mars 2011
- Le Guide nutritionnel des aliments santé et minceur, Le Cherche midi, avril 2011
- L'Intégrale des recettes illustrées Dukan pour réussir la méthode, Flammarion, mai 2011
- Lettre ouverte au futur président de la République, Le Cherche midi, janvier 2012
- La nouvelle méthode Dukan illustrée, Flammarion, mars 2012
- 60 jours avec moi, objectif moins 10 kg, J’ai Lu, mars 2013
- L'escalier nutritionnel : le deuxième front, J’ai Lu, février 2014